# Goitetom Haftu
Goitetom Haftu (Tesema) (* 1987) ist eine äthiopische Marathonläuferin.
2010 wurde sie jeweils Zweite beim Rabat-Halbmarathon und beim Taiyuan-Marathon und stellte beim La-Rochelle-Marathon einen Streckenrekord auf.
Im Jahr darauf wurde sie Zweite beim Rom-Marathon, siegte beim Gold-Coast-Marathon sowie beim Boulogne-Billancourt-Halbmarathon und wurde Zweite beim Taipei International Marathon. 2012 wurde sie Siebte beim Hong Kong Marathon und Vierte beim Paris-Marathon.
2013 siegte Haftu beim Warschau-Marathon und stellte dabei mit 2:29:32 h einen Streckenrekord auf.

## Persönliche Bestzeiten
- Halbmarathon: 1:10:57 h, 20. November 2011, Boulogne-Billancourt
- Marathon: 2:26:21 h, 20. März 2011, Rom